# Championnat de Malte de football 1989-1990
Navigation
Saison précédente Saison suivante
La saison 1989-1990 de Premier League Maltaise était la soixante-quinzième édition de la première division maltaise.
Lors de cette saison, le Sliema Wanderers FC a tenté de conserver son titre de champion face aux huit meilleurs clubs maltais lors d'une série de matchs se déroulant sur toute l'année.
Les neuf clubs participants au championnat ont été confrontés à deux reprises aux huit autres.
C'est le La Vallette FC qui a été sacré champion de Malte pour la treizième fois.
Deux places étaient qualificatives pour les compétitions européennes, la troisième place étant celle du vainqueur du Trophée Rothman 1989-1990.

## Qualifications en coupe d'Europe
À l'issue de la saison, le champion a participé au premier tour de la Coupe des clubs champions 1990-1991.
Le vainqueur du Trophée Rothman a pris la place pour la Coupe des coupes 1990-1991.
Le troisième du championnat, le Sliema Wanderers FC ayant remporté le Trophée Rothman, a pris la place en Coupe UEFA 1990-1991.

## Les neuf clubs participants
| Club                | Stade             | Capacité | Ville      |
| ------------------- | ----------------- | -------- | ---------- |
| Floriana FC         | -                 | -        | Floriana   |
| Hamrun Spartans     | Victor Tedesco    | 6 000    | Hamrun     |
| Paola Hibernians FC | Hibernians Ground | 8 000    | Paola      |
| Naxxar Lions FC     | -                 | -        | Naxxar     |
| Sliema Wanderers FC | Guze Fava Ground  | 4 000    | Sliema     |
| Tarxien Rainbows FC | -                 | -        | Tarxien    |
| La Vallette FC      | -                 | -        | La Valette |
| Zebbug Rangers FC   | -                 | -        | Zebbug     |
| Zurrieq FC          | -                 | -        | Zurrieq    |

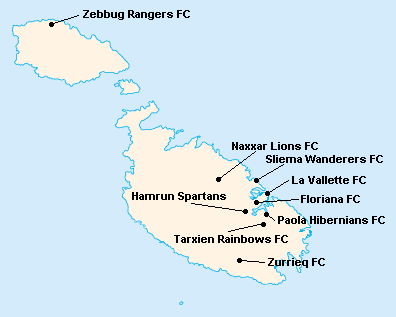
Localisation des clubs engagés dans le championnat.

L'île de Malte étant relativement petite, les clubs évoluent tous au stade National Ta'Qali (17 400 places). Certain cependant ont leur propre enceinte qu'ils peuvent éventuellement utiliser.

## Compétition

### Classement
| Rang | Équipe                      | Pts | J  | G  | N | P  | Bp | Bc | Diff |
| ---- | --------------------------- | --- | -- | -- | - | -- | -- | -- | ---- |
| 1    | La Vallette FC              | 26  | 16 | 13 | 2 | 1  | 31 | 6  | +25  |
| 2    | Sliema Wanderers FC (T) (C) | 24  | 16 | 11 | 2 | 3  | 36 | 11 | +25  |
| 3    | Paola Hibernians FC         | 23  | 16 | 10 | 3 | 3  | 30 | 12 | +18  |
| 4    | Hamrun Spartans             | 23  | 16 | 10 | 3 | 3  | 37 | 13 | +24  |
| 5    | Floriana FC                 | 17  | 16 | 8  | 1 | 6  | 24 | 17 | +7   |
| 6    | Naxxar Lions FC             | 11  | 16 | 2  | 7 | 7  | 17 | 27 | -10  |
| 7    | Zurrieq FC                  | 11  | 16 | 3  | 5 | 8  | 15 | 30 | -15  |
| 8    | Tarxien Rainbows FC (P)     | 4   | 16 | 1  | 2 | 13 | 9  | 40 | -31  |
| 9    | Zebbug Rangers FC (P)       | 3   | 16 | 1  | 1 | 14 | 6  | 49 | -43  |

| Légende : Qualifications et relégations | Légende : Qualifications et relégations                                                     |
| --------------------------------------- | ------------------------------------------------------------------------------------------- |
|                                         | Coupe des clubs champions 1990-1991 (1er Tour)                                              |
|                                         | Coupe des coupes 1990-1991 (1er Tour)                                                       |
|                                         | Coupe UEFA 1990-1991 (1er Tour)                                                             |
|                                         | Relégation en First Division Maltaise                                                       |
|                                         | (T) : Tenant du titre 1988-1989 (P) : Promu en 1988-1989 (C) : Vainqueur du Trophée Rothman |

## Bilan de la saison
| Tableau d'Honneur       |                     |
| Compétition             | Vainqueur           |
| Premier League Maltaise | La Vallette FC      |
| Trophée Rothman         | Sliema Wanderers FC |
| Supercoupe de Malte     | Hamrun Spartans     |

| Qualifications européennes 1990-1991 |                     |
| Coupe des clubs champions            | Qualifiés           |
| 1er tour                             | La Vallette FC      |
| Coupe des coupes                     | Qualifiés           |
| 1er tour                             | Sliema Wanderers FC |
| Coupe UEFA                           | Qualifiés           |
| 1er tour                             | Paola Hibernians FC |

| Promotions et relégations           |                                       |
| Relégués en First Division Maltaise | Tarxien Rainbows FC Zebbug Rangers FC |
| Promus de First Division Maltaise   | Birkirkara FC Rabat Ajax              |